# Wórša
Wórša (IPA: 'u̯ʊʀʃa) ist ein weiblicher Vorname. Es ist die obersorbische Form des Namens Ursula.

## Varianten
- Worša, Wuršula (beide belegt für das 17. Jahrhundert)[1]
- Woršula (literarisch)[2]

Für weitere Informationen zum Namen siehe den Hauptartikel Ursula.

## Bekannte Namensträgerinnen
- Jěwa Wórša Lanzyna (1928–2020), sorbische Malerin, Grafikerin und Keramikerin
- Wórša Šołćic (* 1932), sorbische Autorin
- Wórša Wićazowa (* 1949), sorbische Autorin